# Namyangju
Namyangju (em coreano: 남양주시) é uma cidade na província de Gyeonggi, na Coreia do Sul. De acordo com o censo sul-coreano de 2016, a cidade tinha uma população de 662.154 habitantes.

## História
O personagem histórico de Namyangju: Jeong Yak-yong, também Jeong Yag-yong ou Dasan (1762-1836), foi um dos principais filósofos coreanos durante a dinastia Joseon. Ele é amplamente considerado como o maior dos pensadores de Silhak, que defendia que a filosofia formalista neoconfucionista de Joseon retornasse a preocupações práticas. Jeong Yag-yong e seus irmãos também estavam entre os primeiros coreanos convertidos ao catolicismo romano. Jeong nasceu e também terminou seus dias na atual cidade de Namyangju, na província de Gyeonggi.

### Linha do tempo
- 1950 de outubro a 1951 ocorreu o massacre de Namyangju.[4][5]
- Em 1º de abril de 1980 o Condado de Namyangju foi criado com Guri-eup, Migeum-eup, Jinjeob-myeon, Jingeon-myeon, Hwado-myeon, Sudong-myeon, Wabu-myeon e Byeolnae-myeon (2 eup, 6 myeon).[5]
- Em 1º de dezembro de 1980 Wabu-myeon tornou-se Wabu-eup (3 eup, 5 myeon).[5]
- Em 15 de fevereiro de 1983 Jingeon-myeon Yangji-ri, Onam-ri, Palheon-ri foram absorvidos por Jinjeob-myeon.[5]
- Em 1º de janeiro de 1986 Guri-eup tornou-se Guri City (2 eup, 5 mieon).[5]
- Em 1º de abril de 1986 a filial de Joan se tornou Joan-myeon (2 eup, 6 myeon).[5]
- Em 1º de janeiro de 1989 Migeum-eup tornou-se a cidade de Miguem (1 eup, 6 mieon).[5]
- Em 1º de abril de 1989 Jinjeob-myeon tornou-se Jinjeob-eup (2 eup, 5 myeon).[5]
- Em 1º de abril de 1989 a filial de Toegyewon se torna Toegyewon-myeon (2 eup, 6 myeon).[5]
- Em 1º de dezembro de 1991 Hwado-myeon tornou-se Hwado-eup (3 eup, 5 myeon).[5]
- Em 1º de abril de 1992 Jinjeob-eup, a filial de Onam é aberta.[5]
- Em 1º de abril de 1995 a cidade de Migeum e o condado de Namyangju foram fundidos. (3 eup, 5 mieon, 6 dong).[5]
- Em 6 de maio de 1995 a filial de Onam se tornou Onam-myeon (3 eup, 6 myeon, 6 dong).[5]
- Em 12 de setembro de 2001 Jingeon-myeon tornou-se Jingeon-eup (4 eup, 5 myeon, 6 dong).[5]
- Em 12 de setembro de 2001 Onam-myeon tornou-se Onam-eup (5 eup, 4 myeon, 6 dong).[5]
- Em 1º de junho de 2005 Byeolnae-mueon, a filial de Cheonghak foi aberta.[5]
- Em 20 de janeiro de 2006 acontece a abertura da filial de Pungyang, que tem jurisdição sobre Onam-eup, Jinjeob-eup, Toegyewon-myeon, Byeolnae-myeon.[5]
- Em 20 de novembro de 2006 em Hwado-eup, foi aberta a filial de Dongbu.[5]
- Em 7 de outubro de 2008 a população atingiu 500.000 habitantes (tonando-se a 13ª cidade mais populosa da Coreia do Sul).[5]
- Em 14 de dezembro de 2009 a filial de Cheonghak foi fechada.[5]
- Em setembro de 2011 o Museu Nacional de Namyangju foi inaugurado, sendo o primeiro museu mundial de agricultura orgânica.[6]

## Economia

### Produto Interno Bruto
O produto interno bruto da cidade de Namyangju em 2012 foi de 12.384 trilhões de wones, representando 1,7% do produto interno bruto da província de Gyeonggi. Os setores terciário, de varejo (11,8%), imóveis e os negócios de aluguel (9,80%), construção (8,94%), eletricidade, gás, vapor e água (8,01%) representam grande parte.

### Emprego
Em 2014, o número total de funcionários nas indústrias de Namyangju era de 135.583, representando 3,0% do número total de funcionários da província de Gyeonggi. Entre eles, a pesca agrícola e florestal (indústria primária) representava menos de 55 pessoas, a mineração e a indústria manufatureira (indústria secundária) 27.932, representando 20,6%, e as indústrias comerciais e de serviços (indústria terciária), com 79,4%. Na indústria secundária em Namyangju, o número de empregador é inferior a porcentagem da província de Gyeonggi (27,1%) e da indústria terciária é superior a de Gyeonggi (72,9%). Na indústria terciária da cidade, o atacado e varejo representam 19,5%, acomodações e restaurantes (12,0%), educação e serviços (10,0%). Os serviços sociais e de saúde (9,5%) representam grande parte.

### População
Em 2010, Namyangju tinha uma população de 521.666 residentes e uma população nômade de 441.872, com um baixo índice nômade. A população de entrada devido ao deslocamento foi de 35.868, a população de saída foi de 100.719. Namyangju, portanto, é considerada um centro urbano que depende de Seul e de outras cidades satélites metropolitanas.

## Divisões administrativas
| Divisões administrativas de Namyangju | Divisões administrativas de Namyangju | Divisões administrativas de Namyangju |
| Tipo                                  | Tipo                                  | Tipo                                  |
| Eup                                   | Myeon                                 | Dong                                  |
| ------------------------------------- | ------------------------------------- | ------------------------------------- |
| Hwado (화도읍)                        | Byeolnae (별내동)                     | Byeolnae (별내동)                     |
| Jinjeob (진접읍)                      | Joan (조안면)                         | Donong (도농면)                       |
| Jingeon (진건읍)                      | Sudong (수동면)                       | Geumgok (금곡동)                      |
| Onam (오남읍)                         | Toegyewon (퇴계원읍)                  | Hopyeong (호평동)                     |
| Wabu (와부읍)                         | –                                     | Jigeum - Gaun, Suseok                 |
| –                                     | –                                     | Pyeongnae (평내동)                    |
| –                                     | –                                     | Yangjeong (양정동)                    |

## Museu de Namyangju
Namyangju está rapidamente desenvolvendo uma reputação como um centro regional de excelência para a agricultura orgânica. O Museu Orgânico de Namyangju, o primeiro museu do mundo dedicado à história e desenvolvimento da agricultura orgânica, foi inaugurado em setembro de 2011. Está localizado a oeste de Seul e às margens do rio Han. O museu é voltado para jovens e idosos, inclui uma linha do tempo dos desenvolvimentos da agricultura orgânica e há exposições de práticas agrícolas coreanas tradicionais ligadas às 24 divisões sazonais do ano. A inauguração do museu coincidiu com o 17º Congresso Mundial Orgânico da IFOAM.

## Cidades irmãs
- Dartford, Kent, Reino Unido
- Changzhou, Jiangsu, China
- Ulã Bator, Mongólia
- Condado de Gangjin, Jeolla do Sul
- Yeongwol, Gangwon
- Vinh, Vietnã